# Charlotte FitzGerald-de Ros, 20.ª Baronesa de Ros
Charlotte FitzGerald-de Ros, 20.ª Baronesa de Ros de Helmsley (nascida Charlotte Boyle-Walsingham; Castlemartyr ou Londres, 24 de maio de 1769 – Stratford Place, 9 de janeiro de 1831) foi uma aristocrata e artista pastelista anglo-irlandesa. Ela foi suo jure 20.ª Baronesa de Ros de Helmsley, além de esposa de Henry FitzGerald. 

## Família
Charlotte foi a única filha do honorável Robert Boyle-Walsingham, capitão da Marinha Real, e de Charlotte Hanbury-Williams, herdeira do pai. Robert servia como comodoro a bordo do navio HMS Thunderer quando este afundou durante o Grande furacão de 1780, na costa da Ilha de São Domingos, matando todos a bordo.
Os seus avós paternos eram Henry Boyle, 1.º Conde de Shannon, presidente da Casa dos Comuns Irlandesa, e Henrietta Boyle, sua segunda esposa. Os seus avós maternos eram Sir Charles Hanbury-Williams e Frances Coningsby.
Ela teve um único irmão mais velho, Richard, que morreu cedo e sem filhos.
Charlotte era descendente de Roberto de Ros, participante do conselho de 25 barões que obrigou o rei João de Inglaterra a assinar a Magna Carta em 1215, e de sua esposa, Isabel MacWilliam, filha ilegítima do rei Guilherme I da Escócia, conhecido como "o Leão."

## Biografia
Charlotte, que nasceu na Irlanda ou na Inglaterra, passou a maior parte de sua infância com os pais na Fazenda Boyle na vila de Thames Ditton, em Surrey. A mãe de Charlotte tinha comprado a propriedade em 1784 de Francis Seymour-Conway, 1.º Marquês de Hertford, que estava de luto pela morte da esposa, Isabella FitzRoy, que morreu em 1782. Charlotte cuidou da decoração da casa, a maior parte a qual sobrevive até hoje.
Charlotte se casou com Henry FitzGerald, da Dinastia FitzGerald originária da Irlanda, filho de James FitzGerald, 1.º Duque de Leinster e de Emily Lennox, em 3 ou 4 de agosto de 1791, em Stratford Place, em Marylebone, na cidade de Londres. Ela tinha 22 anos, e ele tinha 30. Os dois tiveram treze filhos juntos, sendo sete meninas e seis meninos.
A Senhora FitzGerald era a prima de segundo grau de Jorge Villiers, 2.º Duque de Buckingham, filho de Jorge Villiers, 1.º Duque de Buckingham, cujo título subsidiário de Barão Ros do Castelo de Helmsley, em North Yorkshire, estava em pendência desde a sua morte, em 1687. Após fazer uma petição ao rei Jorge III do Reino Unido em 1790, ela conseguiu terminar a pendência da baronia de Ros, em 9 de maio de 1806, o título de barão mais antigo da Inglaterra, a seu favor, apesar de haver outros dois co-herdeiros ao títulos, e ela deter apenas 1/4 de direito. Outro pretendente ao título, Sir Henry Hunloke, 4.º Baronete, tinha 1/2 de direito, e era o herdeiro geral da mais velha das duas irmãs de quem derivava as reinvindicações. Nenhuma explicação clara foi dada do porquê Charlotte foi escolhida pela Casa dos Lordes do Parlamento, exceto pela inferência de que a jovem vinha de uma família melhor, ou, pelo menos, tinha se casado numa.
Ainda em 1806, a baronesa mudou legalmente o seu nome para Charlotte FitzGerald-de Ros através de uma Licença Real.
Membros da família de Ros viviam em Thames Ditton há muito tempo. Eles possuíam ligações com a nata da sociedade, como Arthur Wellesley, 1.º Duque de Wellington.
A baronesa de Ros ficou viúva em 9 de julho de 1829, mas não se casou novamente. Ela faleceu não muito tempo depois, no dia 9 de janeiro de 1831, em Londres, aos 61 anos de idade.

## Legado como artista
Quando tinha apenas 13 anos, em 1782, Charlotte pintou um Pastel inspirado num busto romano de mármore adquirido em 1772 do Príncipe Laurenzano em Nápoles, por Charles Townley (e que estava na coleção adquirida pelo Museu Britânico em 1805). A pintura, cuja autoria gerou confusão no passado, mostra uma jovem mulher emergindo de um cálice de folhas, e que na época acreditava-se representar a ninfa Clitia da mitologia grega. Em 1997, foi sugerido que a obra poderia ser a pintura conhecida como "Clytie", de autoria de Mary Hoare, uma pintora inglesa, que estava listado como parte de um grupo de pastéis perdidos por Mary e Prince Hoare, que foi deixado para a amiga de Mary, Elizabeth Ramsden, viúva de William Weddell, um colecionador de antiguidades de Newby Hall, em Kent. Contudo, a inscrição, a data e qualidade da obra indicam que ela deveria ser identificada com o pastel que costumava ficar em Burghley House, onde estava catalogado como feito pela "Senhora H. FitzGerald" (corretamente, em 1815), e depois por "Charlotte Boyle" (incorretamente, em 1845, o que levou à presunção errônea de que a artista era Charlotte Cavendish, Marquesa de Hartington, cujo sobrenome de nascimento era Boyle). Não há uma explicação óbvia sobre como a pintura entrou ou saiu da coleção em Burghley House.
Evidência independente do interesse da futura baronesa de Ros na arte de pastel é dada por Frances Burney, também conhecida como Fanny, uma escritora de diários e dramaturga, além de dama de companhia da rainha Carlota de Meclemburgo-Strelitz, quem foi convidada para uma visita por Charlotte Hanbury-Williams, a mãe de Charlotte. Segundo Burney, a mãe era "distraidamente carinhosa" com a filha, com quem falava a todo instante, manifestando, sem parar, o seu afeto. Burney viu as pinturas da jovem Charlotte, principalmente cópias de quadros de Joshua Reynolds ou de velhos mestres, todas em óleo. Ainda de acordo com Fanny, também havia cabeças em giz de cera, e várias figuras pequenas em plaister de Paris produzidas "pela Senhorita Boyle, quem herda o brilhantismo e afeição pela pintura da mãe, e que se comportava com grande modéstia e educação."
A senhora Delaney também havia visitado a casa há mais de um ano antes de Burney, tendo encontrado "a Sra. Walsingham e sua agradável menina cercadas pelas suas obras geniais".
Charlotte teve aulas de música com o doutor Burney. As famílias Burney e Boyle eram amigas de Joshua Reynolds, e a mãe de Charlotte também era amiga da pastelista amadora Georgiana Shipley.

## Descendência
- Henry William FitzGerald-de Ros, 21.º Barão de Ros (12 de junho de 1793 – 28/29 de março de 1839), sucessor da mãe e membro do Parlamento. Não se casou e nem teve filhos;
- Arthur John Hill FitzGerald-de Ros (21 de dezembro de 1793 – 23 de fevereiro de 1826), tenente-coronel do exército britânico;
- Emily FitzGerald-de Ros (n. 1795);
- William Lennox Lascelles FitzGerald-de Ros, 22.º Barão de Ros (1 de setembro de 1797 – 6 de janeiro de 1874), sucessor do irmão, general do exército e político do Partido Conservador. Foi marido de Georgiana Lennox, com quem teve três filhos;
- Edmund Emilius Boyle FitzGerald-de Ros (4 de maio de 1799 – 12 se setembro de 1810);
- Charlotte FitzGerald-de Ros (1801 – 1813);
- Henrietta Mabel FitzGerald-de Ros (1802 – 22 de dezembro de 1879), foi esposa de John Broadhurst de Foston Hall;
- John Frederick FitzGerald-de Ros (6 de março de 1804 – 19 de junho de 1861);
- Augustus FitzGerald-de Ros (n. 1805), morreu jovem;
- Olivia Cecilia FitzGerald-de Ros (11 de janeiro de 1807 – 21 de abril de 1885), foi casada com Henry Wellesley, 1.º Conde Cowley, com quem teve cinco filhos;
- Geraldine FitzGerald-de Ros (1809 – 28 de setembro de 1881), foi casada com o reverendo Frederick H. Pare, com quem teve uma filha;
- Cecilia FitzGerald-de Ros (1811 – 6 de outubro de 1869), foi casada com John Boyle, com quem teve quatro filhos;
- Jane FitzGerald-de Ros (1813 – 1885), foi esposa do coronel Christopher Hamilton, com quem teve quatro filhos.